# 劉自化
劉自化（1537年—1620年），字伯時，號少嵐，陝西西安府高陵縣人，民籍，明朝政治人物。

## 生平
嘉靖四十三年（1564年）甲子科陝西鄉試第六十名舉人。嘉靖四十四年（1565年）中式乙丑科會試第三百六十四名，二甲第二十二名進士。户部观政，本年八月授户部廣東司主事，十月管崇文门税课，隆慶元年（1567年）十一月升员外，管明智草场，二年九月调重庆府通判，三年四月升南户部主事，六月升南刑部廣東司员外郎、江西司郎中，四年八月升南户部郎中，五年二月调户部，管漕粮运输，万历二年（1574年）正月升岳州知府，六年九月调登州府，九年十月升山東運使，十一年丁母忧。十四年十二月復除两浙運使，十七年正月考察调简，同年丁父憂。

## 家族
曾祖劉繼本；祖父劉彥成，贈左長史；父劉遷（1507年-1589年），字于喬，號南嵐，嘉靖丁酉舉人，崇府左長史加從三品服俸。母李母，封宜人。兄刘自修。